# Aventia
Aventia war eine keltische Quellgöttin, die durch mehrere Weiheinschriften bezeugt ist. Es wird angenommen, dass die Quelle Buydère/Buderou bei Donatyre, östlich von Avenches, der Aventia geweiht war, zumal diese Quelle früher als heilkräftig galt. Der Name leitet sich vom indoeuropäisches Wort für „Quelle“ her: H2euentiH2.
Gemäss der älteren Namenforschung soll die helvetische Stadt Aventicum (römische Provinz Germania superior) nach ihr benannt sein; heute führt man diesen Stadtnamen allerdings auf ein Gewässer mit dem keltischen Namen Aventǐa, erweitert um das Suffix -ǐko/-ǐcum, zurück.

## Inschriften
- CIL XIII, 5071 Deae Avent(iae) / C(aius) Iul(ius) Primus / Trevir / cur(ator) col(oniae) item / cur(ator) IIIIIIvir(um) / de suo posuit / [6] / [3]RII[3] / l(ocus) d(atus) d(ecreto) [d(ecurionum)]
- nCIL XIII, 5072 Deae Avent(iae) / T(itus) Tertius / Severus / cur(ator) colon(iae) / idemque all(ector) / cui incolae / Aventicens(es) / prim(o) omnium / ob eius erga / se merita / tabulam arg(enteam) / p[ub]l(ice?) / posuer(unt) / donum d(e) s(ua) p(ecunia) / ex HS V(milibus)CC l(ocus) d(atus) d(ecreto) d(ecurionum)
- CIL XIII, 5073 Deae Aventiae / et Gen(io) incolar(um) / T(itus) Ianuarius / Florinus / et P(ublius) Domitius / Didymus / curatores col(oniae) ex stipe annua / adiectis de suo / HS n(ummum) I(mille)D
- AE 1925, 2 Deae / Aventiae / Cn(aeus) Iul(ius) / Marcellinus / Equester / d(e) s(uo) p(osuit)
- CIL XIII, 5074 [3]avetae A[3] / [3] Aug[3] / [3]cianae [3] / [3] Ser(vius) Sulpicius [3] / [3] P(ublius) Plaut() / v(otum) s(olvit) l(ibens) m(erito) (unsicher)